# Komplexní varieta
Komplexní varieta je matematický prostor. Je to varieta, na které je dán holomorfní atlas. To znamená, že mapy jsou funkce do {\displaystyle \mathbb {C} ^{n}} a přechodové funkce splňují Cauchy-Riemannovy podmínky v každé proměnné.
Studiem komplexních variet se zabývá CR-geometrie.